# سرگی کالینین (بازیکن هاکی روی یخ)
سرگی کالینین (انگلیسی: Sergey Kalinin؛ زادهٔ ۱۷ مارس ۱۹۹۱) بازیکن هاکی روی یخ اهل روسیه است.
او همچنین برندهٔ جوایزی همچون نشان دوستی شده‌است.